# 米亚西舍夫试验设计局
米亚西舍夫试验设计局)，代号OKB-23，是苏联一个飞机设计局。

## 历史
弗拉基米尔·米哈伊洛维奇·米亚西舍夫于1951年创办。设计了米亚-4战略轰炸机、米亚 3M战略轰炸机、核动力的M-50轟炸機。
1960年米亚西舍夫设计局解散，米亚西舍夫任中央空气流体动力学研究院院长。
1967年至1978年重新组建试验机器制造厂任首席飞机设计师。设计了VM-T驮载式运输机、米亚-17高空侦察机。
2014年，米亚西舍夫设计局与伊留申设计局合并。

## 产品

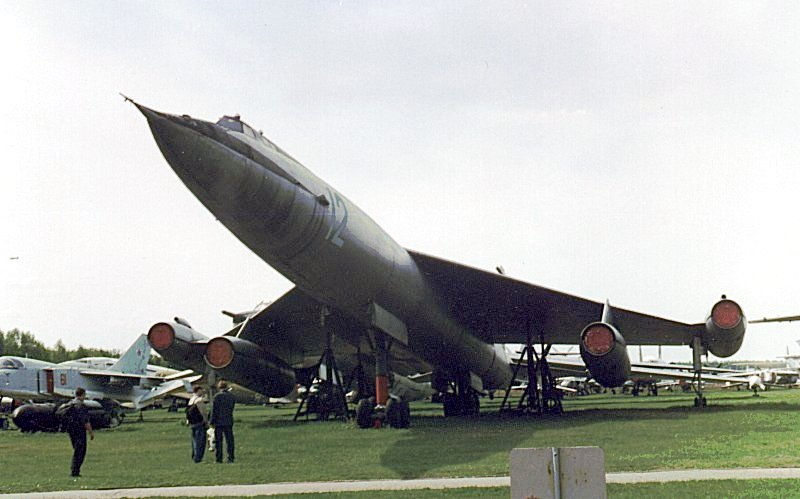
米亚-50

### 民用
- Myasishchev M-90 Air Ferry - 超重型多用途运输机
- M-101 Gzhel/Duet（英语：Myasishchev M-101T） 客机
- M-112 与 M-150 客货机
- M-500农用机
- Space Adventures C-21（英语：Space Adventures C-21）
- Space Adventures M-55X（英语：Space Adventures M-55X）

### 军用
- 米亚-4 苏联第一款喷气式战略轰炸机
  - VM-T 'Atlant'（英语：Myasishchev VM-T）, 航天飞机驮载运输机
- M-17高空侦察机（英语：Myasishchev M-55）
- M-18超音速轰炸机（英语：Myasishchev M-18）
- M-44 航天飞船
- M-48 水上飞机
- 米亚-50超音速轰炸机
- 米亚-55（英语：Myasishchev M-55）高空高速轰炸机
- M-57 核动力轰炸机[5]
- M-60 核动力轰炸机
- M-103 试验重型轰炸机
- M-200 Master 军用教练机
- 暴风雪航天飞机 驾驶舱
- Myasishchev Project 46水上飞机[6]
- Myasishchev Project 48水上飞机[6]
- Cosmopolis XXI（英语：Cosmopolis XXI） 亚轨道飞行器
- VKA-23水上飞机
- Myasishchev M-25音爆轰炸机

### 导弹
- RSS-40 Buran（英语：RSS-40 Buran） “暴风雪”核巡航导弹